# Yirmisekiz Mehmed Çelebi
Yirmisekiz Mehmed Çelebi també escrit Mehmed Yirmisekiz Çelebi Efendi fou un diplomàtic otomà, conegut per la seva ambaixada extraordinària a França el 1720-1721. Va arribar a Toló el 22 de novembre de 1720 i va anar a París amb un rodeig per l'oest per evitar el sud-est que estava afectat per la pesta, arribant a la capital el 8 de març de 1721 on va restar fins al 3 d'agost. Va sortir de França el 7 de setembre. Va escriure una relació del viatge, el Sefaratname, on explicava la vida França i que va exercir influència en la vida a l'Imperi fins al 1730. Va morir sent governador de Xipre el 1732. Fou el pare del gran visir Yirmisekizzade Mehmed Said Paşa.